# Netrokona (zila)
Netrokona (en bengalí: নেত্রকোনা) es un zila o distrito de Bangladés que forma parte de la división de Daca.
Comprende 10 upazilas en una superficie territorial de 2.744 km²: Mohangonj, Modon, Khaliajuri, Purbodhola, Durgapur, Kendua, Kolmakanda, Barhatta, Atpara y Netrakona.
La capital es la ciudad de Netrokona.

## Upazilas con población en marzo de 2011[2]
- Atpara 144,624
- Barhatta 180,449
- Durgapur 224,873
- Kalmakanda 271,912
- Kendua 304,729
- Khaliajuri 97,450
- Madan 154,479
- Mohanganj 167,507
- Netrakona Sadar 372,785
- Purbadhala 310,834

## Demografía
Según estimación 2010 contaba con una población total de 2.265.982 habitantes.